# Пикетт, Карсон
Карсон Пикетт (англ. Carson Pickett; род. 15 сентября 1993, Спартанберг, Южная Каролина) американская футболистка, защитник клуба «Орландо Прайд» из Национальная женская футбольная лига.
Выросла на острове Флеминг на северо-восточном побережье Флориды около Джексонвилля. Пикетт училась в дневной школе Святого Иоанна и выиграла три чемпионата штата с футбольной командой. В 2012 году она была названа «Игроком года» среди девушек в штате Флорида и «Лучшим игроком года» по версии журнала Florida Times-Union. Пикетт родилась без левого предплечья и руки, что многие журналисты подчеркивают на протяжении всей её карьеры.
Пикетт представляла Соединённые Штаты в сборных до 17 лет и до 23 лет.